# Pasismanua jezici
Pasismanua jezici, podskupina austronezijskih jezika koja čini ogranak šire skupine arawe-pasismanua. Obuhvaća pet jezika koji se govore na području Papue Nove Gvineje u provinciji Zapadna Nova Britanija. Ukupan broj govornika iznosi oko 8.800 ljudi. Najznačajniji među njima je kaulong.
Predstavnici su aighon [aix] 2.000 (2003 SIL); karore [xkx] 550 (2003 SIL); kaulong [pss] 4.000 (2000 D. Tryon); miu [mpo] 500 (1998 NTM); i sengseng [ssz] 1.750 (2003 SIL).

## Vanjske poveznice
- Ethnologue (14th)
- Ethnologue (15th)